# Ostróda
Ostróda (tyska: Osterode) är en stad i Ermland-Masuriens vojvodskap i nordöstra Polen. Den är belägen vid floden Drwęca.

## Historia
Staden hette tidigare Osterode och var en kretsstad i preussiska regeringsområdet Allenstein
i Ostpreussen. 1910 hade orten 14 364
invånare. Ortens näringsliv omfattade maskinverkstäder, handel med boskap, trävaror och spannmål.
Efter Tysklands nederlag i andra världskriget 1945 tillföll staden Polen.